# Jaroslav Labský
Jaroslav Labský (Praskačka, 27 november 1875 – Praag, 28 oktober 1949) was een Tsjechisch componist, militaire kapelmeester en fagottist.

## Levensloop
Labský was de zoon van een leraar, organist en fluitist Josef Labský. Al in zijn jeugd ontwikkelde hij zijn groot muzikaal talent en speelde meerdere muziekinstrumenten zoals viool, klarinet, bugel en dwarsfluit. Van 1891 tot 1896 werkte hij als muzikant in verschillende orkesten en ensembles, bijvoorbeeld in Istanboel in het orkest van het "Amerika theater" en in het orkest van het "Hotel de France" in de toen nog Griekse stad Smyrna, nu: İzmir. 
In 1896 werd hij fagottist in de militaire muzikkapel van het Infanterie Regiment nr. 18 in Theresienstadt onder leiding van Jan Baudis, dat in 1899 verplaatst werd naar Olomouc, toen heette het nog Olmütz. In 1900 bleef hij in Olomouc, maar veranderde zich tot de muziekkapel van het Infanterie Regiment nr. 99 onder leiding van Eduard Zink, maar ging later weer terug naar het infanterie regiment nr. 18. Gedurende deze periode besloot hij zijn muzikale vaardigheid uit te breiden en studeerde van 1901 tot 1904 harmonie en contrapunt bij Josef Nešvera in Olomouc. In 1905 veranderde hij zich en werkte in de militaire muziekkapel van het Infanterie Regiment nr. 84 in Krems an der Donau onder leiding van Josef Laßletzberger. In 1908 werd hij lid van de muziekkapel van het Infanterie Regiment nr. 1 in Wenen. Aldaar studeerde hij aan de Hochschule für Musik und darstellende Kunst Wien, nu: Universität für Musik und darstellende Kunst Wien. Van 1914 tot 1918 werd hij kapelmeester van de muziekkapel van het Infanterie Regiment nr. 37 in Oradea, toen heette het nog Großwardein. Later werd het regiment naar Zagreb en naar Belgrado verplaatst. 
Na de Eerste Wereldoorlog en oprichting van de Republiek Tsjecho-Slowakije werd hij kapelmeester van de muziekkapel van de garnizoen Kutná Hora, die in 1920 samengevoegd werd met de muziekkapel van het 21e Infanterie Regiment in Čáslavice. In Čáslavice bleef hij tot 1923 nam ontslag van de militaire dienst. Van 1925 tot 1927 was hij dirigent van het Filharmonisch orkest van Kutná Hora en ook van de schuttersvereniging in deze stad. Van 1929 tot 1940 was hij dirigent van de muziekkapel van de Nationale Garde in Praag. Hij werd onderscheiden als Officier in de Belgische Leopoldsorde.
Als componist was hij zeer productief en schreef rond vijfhonderd werken, vooral voor harmonieorkest. Van zijn liefst 230 marsen is de mars Olympiáda wel de bekendste; verder schreef hij rond 80 walsen en polka's, maar ook de opera Hadráři en de operettes Námluvy, Mužům boj en Závěť. 

## Composities (Uittreksel)

### Werken voor harmonieorkest
- 1916 Santa Lucia-Marsch
- 1925 V dobré náladě (Směs pijáckých písní)
- 1928 Sportsman, mars
- 37er Regimentsruf-Marsch
- Amateur
- Ať žije naše republika, selectie
- Až nás mili kamarádi
- Fučík, Pro udatné
- Generál Husák
- Hoch die Landwehr
- Husitské války
- Kommandeur-Marsch
- Marionetten-Tanz
- Meletta
- Moldau Salut (Prager Leben)
- Musik vor
- Směle vpřed (Mutig voran)
- Naše zpěvy, selectie
- Nezapomeňte na mě, treurmars
- Od Šumavy k Tatrám, selectie
- Olympia (Defilier Marsch), mars
- Olympiáda
- Pochod narodnich gard, mars
- Pomni na smrt, treurmars
- Prapory zavlajte, mars
- Pražské povstání, Nové republice, mars
- Prevrat, mars
- Pro pechotu, mars
- Radost ze života, mars
- Secessions-Marsch
- Sila a zdar, mars
- Stadion, mars
- Treu dem Vaterland
- Tužme se
- V kole svatebním
- Věnec ruských písní
- Věrnost vlasti, Na zdar
- Vždy s úsměvem, mars
- Weckruf
- Zdar nove republice, mars
- Zpěvem k srdci, selectie

### Muziektheater

#### Opera
| Voltooid in | titel   | aktes | première | libretto   |
| ----------- | ------- | ----- | -------- | ---------- |
| 1900        | Hadráři |       |          | K. Novotný |

#### Operettes
| Voltooid in | titel     | aktes | première | libretto |
| ----------- | --------- | ----- | -------- | -------- |
|             | Námluvy   |       |          |          |
|             | Mužům boj |       |          |          |
|             | Závěť     |       |          |          |

### Werken voor piano
- Pražské povstání, Nové republice, mars